# Walter Grundel Jiménez
Walter Grundel Jiménez (Lima, 12 de febrero de 1947) es un político peruano. Fue alcalde de San Martín entre 2011 y 2018.

## Biografía
Realizó sus estudios de secundaria y primaria en el C.E.P. Winnetka en Lima. Es representante legal de Grupo Las Brisas S.A.C. desde el 2008.
En el 2010 fue elegido alcalde de San Martín para el periodo 2011-2014 y reelegido en el 2014 para el periodo 2015-2018. Es militante de Somos Perú.
En las elecciones regionales de 2018 participa por Alianza para el Progreso donde obtuvo en primera vuelta el 28.74% de los votos, disputará una segunda vuelta con el candidato Pedro Bogarín de Acción Regional.